# Lagonosticta rara
Lagonosticta rara là một loài chim trong họ Estrildidae.